# Madonna col Bambino tra i santi Girolamo e Nicola da Tolentino
La Madonna col Bambino tra i santi Girolamo e Nicola da Tolentino è un dipinto a olio su tela (94,3x77,8 cm) di Lorenzo Lotto, databile al 1523-1524 e conservato nel Museum of Fine Arts di Boston. 

## Storia
L'opera è nota da quando faceva parte della collezione Dawkins a Oxford (dal 1911 al 1955), per passare poi a quella Heinemann di New York e nel 1960 entrare nel museo di Boston. 
L'opera, non datata, è ascrivibile, per l'intensità cromatica e la vivacità, alla fine del periodo bergamasco del pittore. Se ne conosce un'altra versione, generalmente considerata anteriore, nella collezione Palma Camozzi a Costa di Mezzate, la Madonna col Bambino tra i santi Giovanni Battista e Caterina d'Alessandria (74x68 cm), riferibile al 1522. In tale versione cambiano i santi e lo sfondo, ma il gruppo della Madonna col Bambino deriva dallo stesso disegno.

## Descrizione e stile
Sullo sfondo di un luminoso paesaggio che appare tra un parapetto e una tenda scostata Maria tiene in braccio il Bambino, che si appoggia su un cuscino a sua volta sopra una cassa che ricorda un sarcofago, quindi premonisce il suo sacrificio. Ai lati si trovano i santi Girolamo, che adora il crocifisso, e Nicola da Tolentino, con il giglio bianco. 
La composizione, nota in diverse repliche autografe, è leggibile come un'allegoria della missione salvifica di Cristo, con le allusioni al suo sacrificio.